# 滝澤依子
滝澤 依子 (たきざわ よりこ、1968年11月25日- ) は、日本の警察官僚。新潟県警察本部長。

## 来歴
広島県呉市出身で、小・中学校時代は大阪府高槻市で暮らした。東京大学法学部を卒業後、1992年 (平成4年)、警察庁に入庁 (田中俊恵に次いで女性として2人目、同期に青山彩子)。
「安全」という社会の基盤を守る仕事がしたかったため、入庁したという。
入庁後、京都府警察本部交通部交通企画課長、茨城県警察本部刑事部捜査第二課長 (女性初)、警視庁警務部教養課長、警察庁刑事局組織犯罪対策部犯罪収益移転防止管理官付理事官などを歴任。
2009年3月31日、全国初の女性警務部長及び部長として栃木県警察本部警務部長に就任し、足利事件の検証結果・再発防止策の発表などを行った。
その後、警察庁長官官房給与厚生課犯罪被害者支援室長、警視庁犯罪抑止対策本部副本部長、警察庁生活安全局少年課長、警察大学校教務部長などを歴任。
2019年12月25日、近畿2府4県初の女性本部長として滋賀県警察本部長に就任し、湖東記念病院事件の再審無罪をめぐる問題への対応などを行った。
その後、警察庁長官官房審議官(犯罪被害者等施策担当)、内閣官房内閣審議官(内閣人事局)を歴任し、2024年3月29日、新潟県警察本部長 (女性初)に就任。

## 略歴
- 1992年4月 - 警察庁入庁[1][5]
- 1995年4月 - 人事院行政官国内研究員(東京大学大学院)[12]
- 1996年4月 - 警視庁交通部都市交通対策課課長代理(調査担当)[13]
- 1997年3月- 警察庁交通局交通規制課課長補佐[14][15]
- 1998年3月 - 京都府警察本部交通部交通企画課長[16]
- 1999年7月 - 警察庁生活安全局少年課付(総理府内閣総理大臣官房男女共同参画室)[12][17]
- 2000年8月 - 育児休業 (～2001年3月)[12]
- 2001年4月 - 警察庁長官官房国家公安委員会会務官付補佐官[12]
- 2003年8月 - 茨城県警察本部刑事部捜査第二課長 (茨城県警察初の女性警視)[18][19]
- 2005年3月 - 警察庁刑事局組織犯罪対策部薬物銃器対策課課長補佐兼企画分析課付[20]
- 2006年8月 - 警視庁警務部教養課長 (任警視正)[21][22]
- 2008年4月 - 警察庁刑事局組織犯罪対策部犯罪収益移転防止管理官付理事官[23]
- 2009年3月 - 栃木県警察本部警務部長 (全国初の女性警務部長及び部長)[7]
- 2010年8月- 警察庁生活安全局少年課児童ポルノ対策官[24]
- 2011年
  - 4月 - 内閣府被災者生活支援特別対策本部事務局[12]
  - 8月 - 警察庁長官官房給与厚生課犯罪被害支援室長[25]
- 2014年8月 - 警視庁犯罪抑止対策本部副本部長 (任警視長)[26][27]
- 2015年10月 - 警察庁長官官房付(内閣官房内閣参事官(内閣官房副長官補付)[28][29]
- 2017年8月 - 警察庁生活安全局少年課長兼長官官房付[30][31]
- 2018年7月 - 警察大学校警務教養部長兼術科教養部長兼警察政策研究センター付[32]
- 2019年
  - 8月 - 警察大学校教務部長[33]
  - 12月 - 滋賀県警察本部長 (近畿2府4県初の女性本部長)[6][10]
- 2021年10月 - 警察庁長官官房審議官(犯罪被害者等施策担当) (任警視監)[34][35]
- 2022年4月 - 内閣官房内閣審議官(内閣人事局)[36][37]
- 2024年3月 - 新潟県警察本部長 (新潟県警察初の女性本部長)[2][3][4]